# Nicklas Nygren
 (avril 2010).
Si vous disposez d'ouvrages ou d'articles de référence ou si vous connaissez des sites web de qualité traitant du thème abordé ici, merci de compléter l'article en donnant les références utiles à sa vérifiabilité et en les liant à la section « Notes et références ».
Nicklas Nygren (né le 6 janvier 1983), alias Nifflas, est un game designer de jeux vidéo indépendant. Il est majoritairement connu pour ses jeux, comme Knytt, Knytt Stories ou Within a Deep Forest mais il est également compositeur.

## Jeux

### Les premiers jeux
Nicklas Nygren a commencé à créer des jeux à l'aide du logiciel Multimedia Fusion de Clickteam, permettant de concevoir des applications sans programmation.
La carrière de Nifflas dans le monde du jeu vidéo a commencé avec un grand nombre de petits jeux mis gratuitement à la disposition du public.
Ses premiers jeux sont :
- The Turtle Philosopher - un jeu de plates-formes simple.
- Pteranodon - un shoot 'em up 2D à défilement vertical.
- La série #ModArchive - ses premiers jeux de plates-formes où le joueur contrôle une boule.
  - #ModArchive Story
  - #ModArchive Story 2: Operator Status
- Riddle - Un puzzle game simple dont le but est de découvrir les règles.
- Geoffrey the Fly - un jeu de plates-formes
- Roll - un autre jeu de plates-formes ayant pour héros une boule.

On peut également citer les prototypes :
- Dis - le joueur contrôle un homme qui court dans un train qui se désintègre.
- Goble - le précurseur de The Turtle Philosopher.
- Pie War in Water - Un jeu de course à deux joueurs.

### Within a Deep Forest
Within a Deep Forest est un jeu vidéo freeware dont l'histoire se déroule en l'an 2500, après qu'une guerre terrible a fait de la Terre une terre de désolation. L'un des survivants, le tristement célèbre Dr. Cliché, crée une machine à remonter le temps qui lui permet de revenir des centaines d'années en arrière. Ainsi, il peut terminer son acte le plus lâche, la création d'un laboratoire sous-marin dans lequel il construit la plus puissante bombe que le monde ait jamais connu. De cette façon, le Dr. Cliché vise à éliminer la possibilité pour un tel avenir de se produire. 
Au début du jeu, la bombe vient d'être activée, et le monde est en grand danger.
La bombe est en fait la deuxième tentative du Dr. Cliché de créer une arme de destruction massive, la première tentative ayant échoué et ayant conduit à la création d'une boule plutôt exceptionnelle. Le joueur contrôle cette boule à travers le jeu. Elle peut se transformer en différentes substances, grâce à des matériaux trouvés au cours de la partie.
De nombreux dangers, tels que des piques, des pointes, de l'eau, de la lave, et certaines créatures peuvent détruire la boule. Des points de sauvegarde apparaissent à certains endroits des niveaux et, quand la balle est détruite ou si le joueur appuie sur la touche Espace, elle réapparaît au dernier point de sauvegarde visité.
Une suite, abandonnée, a été mise à disposition du public sous forme de prototype.

### SérieKnytt

#### Knytt
Le nom du jeu Knytt (prononcer ["kˈnɪt"]) provient d'un personnage du livre  Who Will Comfort Toffle ? (Qui va consoler Toffle ?) de l'auteur pour enfants Tove Jansson.
Une créature étrange vivant sur une planète perdue, le Knytt (qui signifie « petite créature » en suédois) est enlevée par un alien dans un vaisseau spatial sans raison apparente. Ils s'envolent ensuite pour l'espace,.
Pendant le voyage à travers le cosmos, le vaisseau entre en collision avec un météore et s'écrase sur une autre planète. Par chance, Knytt et l'alien survivent mais le vaisseau est détruit. Ils se retrouvent alors coincés dans ce nouveau monde. Knytt va donc s'aventurer courageusement dans les terrains et les grottes de cette planète pour retrouver les pièces du vaisseau et pouvoir ainsi réparer le vaisseau et rentrer chez lui.

#### Knytt Stories
Knytt Stories a pour héroïne Juni, un personnage déjà mentionné dans les histoires et les mythes de Knytt. Chaque niveau du jeu correspond à une histoire de Juni, contrôlée par le joueur.
Les deux histoires incluses dans le jeu (un tutoriel et The Machine une aventure dans laquelle Juni doit sauver le monde) sont relativement courtes.
Le jeu intègre un éditeur de niveaux. Les niveaux créés par la communauté peuvent ensuite être partagés,.
À ce jour, Nygren a réalisé deux packs de contenus supplémentaires officiels, A Strange Dream (comprenant quatre histoires) et Other Levels (intégrant l'histoire Gustav's Daughter).
Il a aussi créé un niveau spécial dont le but est d'expliquer certaines fonctions avancées de la création de niveaux. Il est intitulé Advanced Features Demo - Useful for Level Designers.

#### Nano Pack
Nano Pack est une compilation de deux jeux. Chacun d'eux s'ouvre dans une fenêtre relativement petite. Les deux jeux sont Knytt Nano qui concerne les tentatives d'un autre Knytt de retourner chez lui et Nano Lasers, un puzzle game dont l'objectif est de faire atteindre un bloc par un faisceau laser, en évitant quelques obstacles.
La compilation intègre également Nano Portfolio. Celui-ci contient une trentaine de dessins au crayon ou en pixel art. Ils ont été réalisés par Sara Sandberg, sa petite amie de l'époque qui l'a aussi aidé pour certains autres projets,.

#### Knytt Experiment
Ce troisième volet de Knytt un temps mis en chantier a été annulé.

#### Knytt Underground
Jeu le plus récent de la série Knytt, Knytt Underground est sorti sur Steam en octobre 2013.
Composé de trois chapitres, le titre donne la possibilité de jouer soit la « balle »  de Within a Deep Forest soit un « knytt ». Les deux premiers chapitres servent de tutoriel pour maîtriser les commandes des personnages. Le but du jeu est de faire sonner les 5 cloches du destin disposées sur la carte afin de stopper la fin du monde.

### Autres jeux
Jeux commerciaux
- 2009 : Saira
- 2010 : FiNCK
- 2011 : NightSky (anciennement Night Game)
- 2013 : The Great Work
- 2015 : Affordable Space Adventures
- 2017 : Uurnog

Jeux non commerciaux
- Car Game - un mini jeu créé en une heure à l'occasion d'un concours de game design'
- Bagatelle - un mini jeu créé pour servir de contenu additionnel à NightSky.
- Cannon - un mini jeu créé pour servir de contenu additionnel à NightSky'.
- ClickDrop - un mini jeu créé pour servir de contenu additionnel à NightSky'.
- Det Officiella EDGE Dataspelet - un mini jeu programmé par Nifflas pour le festival EDGE.
- Avoid the Evil Space Eel- Un mini jeu rythmique créé pour le concours No More Sweden.
- The Mushroom Engine - Un remake d'un des jeux de ses débuts : Jump On Mushrooms: The Game
- R-Type 3.141592653589793238469 - un autre mini jeu créé à l'occasion de l'édition 2009 de No More Sweden.

### Collaborations
Nicklas Nygren a aussi participé à la réalisation des jeux suivants :
- Bonesaw - un jeu d'aventures ayant pour thème le hockey.
- Floating Islands Game - un puzzle game similaire à Lemmings.
- Heroes in Guitarland- un jeu vidéo musical similaire à Guitar Hero.

## Musique
Nicklas Nygren s'intéresse à la création musicale depuis longtemps. En plus des musiques des jeux qu'il a créées, Nifflas a aussi enregistré sept  albums de musique d'ambiance. Il se dit influencé par la musique jazz.
Il a réalisé un album bonus prévu pour accompagner quatre de ses sept albums, en proposant des musiques d'un style similaire. Cet album intègre les pistes suivantes :
- Cityscapes
- En skog, märklig och djup
- Lunarscapes
- Uncategorized
- Winterscapes
- One Hour Compos of Nifflas
- Forgotten
- Bonustracks

Il a aussi créé et mis à disposition un pack sonore contenant tous les effets dont il s'est servi dans ses jeu.
À ses débuts, il composait à l'aide du logiciel Fast Tracker 2. Ensuite, il s'est mis à composer en utilisant des instruments classiques.

## Source
- (en) Cet article est partiellement ou en totalité issu de l’article de Wikipédia en anglais intitulé « Nicklas Nygren » (voir la liste des auteurs).